# Sérsekszőlős
Sérsekszőlős est un village et une commune du comitat de Somogy en Hongrie.